# العقلية
قرية العقلية هي إحدى القرى التابعة لمركز العدوة بمحافظة المنيا في جمهورية مصر العربية. حسب إحصاءات سنة 2006، بلغ إجمالي السكان في العقلية 5180 نسمة، منهم 2518 رجلا و2662 امرأة،.